# Santi Cuesta
Santiago Cuesta Díaz (Avilés, Asturias, España, 11 de agosto de 1971) es un exfutbolista español que se desempeñaba como defensa.

## Clubes
| Club                      | País   | Año       |
| ------------------------- | ------ | --------- |
| Real Valladolid C. F. "B" | España | 1989-1991 |
| Real Valladolid C. F.     | España | 1990-1992 |
| R. C. D. Español          | España | 1992-1994 |
| Real Valladolid C. F.     | España | 1994-1995 |
| C. D. Toledo              | España | 1995-1997 |
| C. D. Castellón           | España | 1997-1998 |
| A. D. Ceuta               | España | 1998-1999 |
| C. P. Cacereño            | España | 1999-2000 |